# Ківтонюк Григорій
Ківтонюк Григорій (псевдо: «Бук»; 25 грудня 1925, с. Івниця, тепер Волицька сільська громада, Житомирська область — 7 червня 1946, біля прис. Пасіки с. Малява, тепер Перемишльський повіт, Польща) — лицар Бронзового хреста бойової заслуги УПА.

## Життєпис
Освіта — середня (закінчив десятирічку). 
Служив у Червоній армії, де мав звання старшого сержанта та деякий час командував взводом. За нез'ясованих обставин потрапив у Німецьку армію, де служив 4 місяці та вже 9.07.1944 р. влився в лави збройного підпілля ОУН на Перемищині (тепер — територія Польщі). Командир чоти самооборонного кущового відділу (07.1944-12.1945), командир чоти (пвд. 517) сотні «Ударник 6» (вд. 96а) ВО 6 «Сян». Учасник наскоку на містечко Бірчу. 
Загинув у бою з облавниками від розриву танкового снаряда. Похований на повстанському цвинтарі на горі «Висока» над с. Ляхава Сяноцького повіту, Підкарпатського воєводства.
Старший вістун (?), старший булавний (1.01.1946) УПА; відзначений Бронзовим хрестом бойової заслуги УПА (1.01.1946).